# Gischau
Gischau war bis zum 31. Dezember 2003 eine Gemeinde in der Verwaltungsgemeinschaft Beetzendorf im Altmarkkreis Salzwedel in Sachsen-Anhalt.

## Geschichte

### Neuzeit
Am 20. Juli 1950 wurden die Gemeinden Klein Gischau und Groß Gischau aus dem Landkreis Salzwedel zur neuen Gemeinde Gischau zusammengeschlossen. Klein Gischau und Groß Gischau wurden als Ortsteile in der neuen Gemeinde fortgeführt. Der Sitz der Gemeinde war in Groß Gischau.
Im Jahre 1972 schlossen sich die Gemeinden Altensalzwedel, Dambeck, Gischau, Heidberg, Kuhfelde, Püggen, Saalfeld, Siedenlangenbeck und Valfitz zum Gemeindeverband Salzwedel-Süd zusammen.
Am 1. Januar 2004 wurde die Gemeinde Gischau in die Gemeinde Beetzendorf eingemeindet. Die Ortsteile Klein Gischau und Groß Gischau wurden damit Ortsteile von Beetzendorf.

### Einwohnerentwicklung
| Jahr | Einwohner |
| ---- | --------- |
| 1964 | 150       |
| 1968 | 160       |
| 1971 | 139       |
| 1974 | 173       |
| 1981 | 101       |
| 1984 | 084       |
| 1993 | 081       |

## Politik
Der letzte ehrenamtliche Bürgermeister der Gemeinde Gischau war Eckhard Bastian.